# Ludovico Einaudi
Ludovico Einaudi (ludoˈviːko eiˈnaudi) (Torino, 1955. november 23. –) olasz zeneszerző, zongorista.
Édesanyja, Renata Aldrovandi, amatőr zongorista adta a kezdő löketet a zene felé. Einaudi kezdetben a torinói zeneiskolában, majd a milánói Giuseppe Verdi Konzervatóriumban tanult az 1980-as évek első felében. Miután elvégezte a milánói iskolát, Luciano Berioval tökéletesítette a tudását. Einaudi a karrierjét, mint klasszikus zeneszerző kezdte, majd elkezdte összevegyíteni a klasszikus zenét más zenei stílusokkal, mint a pop, rock, világzene és más népszerű zenék.
Einaudi számos egyéni albumot adott ki, mint szólista és egyszemélyes zenekar, köztük az I giorni 2001-ben, Nightbook 2009-ben, és In a Time Lapse 2013-ban. A 2015 májusában megjelent Taranta Project egy közös munka gyümölcse volt, valamint az Elements c. album 2015 októberében.
Ezek mellett filmzenéket is szerzett, többek között az Életrevalók, I'm still here és This is England, továbbá a Doktor Zsivágó 2002-es minisorozat és az Acquario (1996) zenéjét; az utóbbival megnyerte az olasz Grolla d'oro elismerést a legjobb filmzenéért. 2020-ban zenéjét a Nomadland és Az apa című filmekben használták fel.

## Albumai
- Stanze (1992)
- Salgari (1995)
- Time Out (1998)
- Eden Rock (1999)
- I Giorni (2001)
- La Scala (2003)
- Diario Mali (2003)
- Echoes - The Einaudi Collection (2003)
- Una Mattina (2004)
- Divenire (2006)
- Live in Berlin (2008)
- Nightbook (2009)
- Cloudland (Whitetree) (2009)
- The Royal Albert Hall Concert (2009)
- La notte della Taranta (2010)
- Islands (2011)
- In a Time Lapse (2013)
- Taranta Project (2015)
- Elements (2015)
- Seven Days Walking (2019)
- 12 Songs From Home (2020)
- Einaudi Undiscovered (2020)
- Cinema (2021)
- Underwater (2022)